# Desa Neglasari (administrativ by i Indonesien, Jawa Barat, lat -6,45, long 106,45)
Desa Neglasari är en administrativ by i Indonesien.   Den ligger i provinsen Jawa Barat, i den västra delen av landet, 50 km sydväst om huvudstaden Jakarta.